# Neoleria pusilla
Neoleria pusilla är en tvåvingeart som först beskrevs av Friedrich Hermann Loew 1862.  Neoleria pusilla ingår i släktet Neoleria och familjen myllflugor. Inga underarter finns listade i Catalogue of Life.